# هاري ليفينسون
هاري ليفينسون (بالإنجليزية: Harry Levinson)‏ هو عالم نفس أمريكي، ولد في 1922، وتوفي في 26 يونيو 2012.